# Episcada vitrea
Episcada vitrea, popularmente chamada asa-de-vidro, é uma espécie de inseto lepidóptero da família dos ninfalídeos (nymphalidae) e subfamília dos itomiíneos (Ithomiinae), no qual estão espécies de borboletas. É endêmica do Brasil e foi registrada na serra do Mar no Rio de Janeiro (Petrópolis e Teresópolis) e Espírito Santo (Alegre). Ocorre em áreas de alta umidade e mata bem estruturada em altitudes de 800 a 1 600 metros. Está presente no Parque Estadual do Forno Grande (Espírito Santo) e Parque Nacional da Serra dos Órgãos (Rio de Janeiro). Voa no verão, entre fevereiro e abril, e é atraída por flores das asteráceas (Asteraceae). É ameaçada pela degradação e destruição de seu habitat. Consta na Lista de Espécies da Fauna Ameaçadas do Espírito Santo; na Lista Oficial das Espécies da Fauna Ameaçadas de Extinção do Estado da Bahia de 2017 como vulnerável e na Lista Vermelha do Livro Vermelho da Fauna Brasileira Ameaçada de Extinção do Instituto Chico Mendes de Conservação da Biodiversidade (ICMBio) de 2018 como quase ameaçada.